# Allal al-Fasi
ʿAllāl al-Fāsī (en árabe, علال الفاسي) (Fez, 20 de enero de 1910 - Bucarest, Rumanía, 13 de mayo de 1974) fue un político y escritor marroquí, fundador del partido Istiqlal y su último presidente, miembro de las academias de la lengua árabe de Damasco y El Cairo y teórico del islam político y escritor.

## Infancia
Era miembro de una antigua familia de Fez de origen andalusí. Su familia desciende de un compañero del profeta y cuenta en su árbol genealógico con cientos de eruditos. Al-Fasi es el gentilicio árabe de esta ciudad marroquí, aunque la familia era conocida a veces también por el nombre de Al-Fihri. El padre de Allal, Abd al-Wahid, era uno de los más importantes ulemas de la ciudad, que desempeñó las labores de mufti, cadí y profesor del centro superior de estudios islámicos de Qarawiyyin, siendo el responsable de la conservación de la biblioteca de dicho centro y fue rector de la Universidad de Qarawiyyin. Su madre pertenecía a una importante familia que tenía bastante influencia en el norte de Marruecos.
En su juventud fue uno de los más fervientes teólogos, revolucionarios y nacionalistas de Marruecos. Se convirtió en la voz de la clase media tradicional de Marruecos. Su evolución personal refleja las transformaciones del nacionalismo marroquí. Su elocuencia movió a pequeños empresarios, artesanos y comerciantes a ayudarle con el movimiento. Su profundo conocimiento de las tradiciones islámicas y sus escritos lo convirtieron en uno de los expertos más respetados en el mundo árabe. Sin embargo, sus principios puritanos y su deseo de reformar y revitalizar el Islam le separaron de muchos dirigentes políticos marroquíes.
Allal estudió también en Qarawiyyin, donde se licenció en 1932 y luego se estableció como profesor. Aunque todavía no había terminado con sus estudios, en 1930 se casó con Laila Zohra, hija de Mehdin Ben Youssef El Fassi y Cadí de Moulay Driss Zarhoun. Allí en Qarawiyin formó una asociación de jóvenes contestatarios con chicos pertenecientes a la burguesía local, alimentados por el pensamiento de los místicos musulmanes. De joven ya ambicionaba convertirse en un líder para los nacionalistas musulmanes. Cinco años después de haber publicado su primer libro de poemas, terminó sus exámenes para obtener el diploma teología en la Universidad de Fez. Tras obtener su título de la Universidad en 1932, comenzó su carrera en la escuela primera Naciria, fundada por Fqih Ghazi, otra figura histórica del nacionalismo.

## Inicios en la política
Sus primeras actividades políticas las realizó a raíz de la promulgación del dahir bereber (1930), un decreto preparado por las autoridades del protectorado francés que aspira a separar a árabes y bereberes, estableciendo jurisdicciones, legislaciones y planes educativos diferentes para cada uno de los dos grupos étnicos. El dahir genera gran agitación en todo el mundo árabe e importantes movilizaciones en Marruecos, lo que le llevó a ser detenido y pasar 13 meses en prisión. Consecuentemente, el Comité de acción nacionalista o Partido Nacionalista nació en oposición a la política bereber. Se consideró que lo primero que debía hacer era ilustrar a la opinión pública en Francia y en el extranjero y lo segundo, advertir y preparar al pueblo para soportar las etapas de la lucha.
Después de su liberación, se convirtió en el presidente del Movimiento de Acción Marroquí (primer partido político marroquí) junto con Mohamed Hassan al Ouazzani y Ahmed Balafrej y más tarde del Partido Nacionalista. El comité de acción nacionalista acordó en poner un límite a las falsedades de los franceses y presentó al sultán, al presidente general y al primer ministro de la República un plan de reformas marroquíes o reivindicaciones del pueblo marroquí que una comisión del Comité, integrada por los profesores Mohamed Gaza, Ahmed Charkaui, Abdelaziz Ben Dris y Bubequer el Kadiri. En el plan reclaman:
- Retorno al régimen del protectorado tal como se entendía en la época de Lyautey, en lugar del régimen que se había impuesto tras la destitución de este.
- Separación de los poderes acumulados por los Cadíes.
- Unidad administrativa y judicial para todo Marruecos.
- Participación de los marroquíes en todas las ramas de la Administración marroquí.
- Instauración de cámaras de comercio, consejos municipales, asambleas provinciales y asamblea nacional elegida por sufragio que pusiera el destino de país en marroquíes.
- Nacionalización de ferrocarriles y de recursos minerales y energéticos para escapar de la colonización del capital extranjero.

Después de dos años de enseñanza en Quaraouiyine, renunció a su cátedra, debido a que siempre iba a ser sospechoso para las autoridades francesas, debido a su ideología, enseñanza y acciones religiosas y nacionalistas. Se escapa a Francia, concretamente a París donde entra en contacto con Shakib Arslan. Fue miembro del partido Acción Marroquí y poco a poco su personalidad pasa en primer plano. Se convirtió para gran parte de los marroquíes en "cheykh Allal El Fassi”, o "El Haj Allal", pero más tarde se le conocerá con el nombre de “Si Allal”.

## Labor política
A su salida de prisión, comienza a adquirir importancia dentro del movimiento nacionalista marroquí, lo que lleva a las autoridades a intentar controlarlo ofreciéndole un importante cargo en Marrakech y así aplastar su creciente influencia nacionalista. Sin embargo, declinará la oferta ya que se niega a servir a las autoridades coloniales. Allal declina el ofrecimiento, negándose a servir a la administración colonial. El creciente movimiento nacional dirigido por Mohamed Hassan El Ouazzani continúa. Fue presidente del Partido Nacional. Se producen incidentes importantes en Marruecos entre los nacionalistas y las autoridades. Poco después, en noviembre de 1937, cuando se desata una oleada represiva contra las cabezas del nacionalismo marroquí, Allal es embarcado a la fuerza en un avión y enviado, como muchos de sus correligionarios, al destierro en alguna otra colonia francesa; en el caso de Allal, el Gabón, donde permanecerá durante nueve años.
En Gabón van a suceder dos hechos importantes: su aprendizaje del francés y la creación del partido Istiqlal («independencia»), el Partido por la Independencia de Marruecos. Istiqlal fue creado para apoyar las declaraciones hechas por el representante supremo del pueblo.
Toda la nación se agrupó en Istiqlal, incluyendo:
1. El partido nacionalista, que comprendía la inmensa mayoría de los agricultores, artesanos, obreros, comerciantes y la mayor parte de la 'élite' culta del país.
2. Los presidentes o miembros de los comités directivos de las asociaciones de los antiguos alumnos de las ciudades de Rabat, Fez, Mequinez, Salé, Marrakech, Azrú, Uchda y Safí. Estas asociaciones desempeñaban un papel de gran importancia en la orientación de los estudiantes y estaban oficialmente representadas en el llamado Consejo de Gobierno.
3. Un gran número de personalidades relevantes de la sociedad marroquí, tales como Muftis, jueces coránicos, magistrados, civiles, altos funcionarios de Majzen, profesores de la Universidad Karauien y de los grandes Institutos, profesores de las escuelas de segunda enseñanza y maestros de las escuelas oficiales y libres.
El establecimiento de Istiqlal transformó el movimiento nacionalista en Marruecos desde un grupo pequeño de jóvenes dlites y intelectuales nacionalistas a un partido poderoso que unió y representó a todo el país en los años 1940. Istiqlal representó un resurgimiento del nacionalismo después de un tiempo sin acción durante la Segunda Guerra Mundial.
En Rabat el 11 de enero de 1944, este dirigente presentó ante el sultán, al presidente general y los cónsules generales de EE. UU. y Reino Unido el manifiesto del partido Istiqlal firmada por los más importantes líderes nacionalistas marroquíes. En el manifiesto del partido Istiqlal, los miembros solicitaban la independencia del país en su integridad territorial y bajo la égida del sultán así como la adhesión de Marruecos a la Carta Atlántica y su participación en la Conferencia de Paz. Hacen una referencia explícita al legítimo interés de los extranjeros, que sería respetado siempre y cuando no fueran contradictorios a la soberanía marroquí.
Regresará a Marruecos durante un breve periodo en 1946 para encontrarse involucrado en conflictos con los líderes del Istiqlal y con Mohammed V, teniendo que exiliarse en El Cairo poco después, el gran sitio de encuentro para las nacionalistas árabes, lugar donde se forja gran parte de su ideario político. En 1947 se celebra el Congreso del Magreb mientras al-Fassi estaba en El Cairo. El objetivo del Congreso era proclamar la solidaridad de todo el Magreb en la forma más eficaz para servir la causa de la liberación y la exposición de sus finalidades. Los temas más importantes presentados al Congreso fueron la cuestión del colonialismo francés y español en el Magreb y la cuestión de la coordinación de los movimientos nacionalistas en los países del Magreb.
Viajó a Europa, Asia, África subsahariana y América, tratando de consolidar su posición como portavoz nacionalista marroquí.
Durante varios años, hasta 1953, Allal al-Fassi vivía en la ciudad internacional de Tánger, luego se trasladó a El Cairo. Allí defendió la causa de la resistencia armada contra los franceses en Marruecos. Combatió al lado de Abdelkrim El Khattabi, argelinos, y tunecinos para formar el Comité para la Liberación de Magreb. En 1953, cuando otros políticos se volvieron contra el Ejército de Liberación Marroquí que trataba de liberar su país de Francia mediante el empleo de tácticas de guerrilla urbana, Allal al-Fassi se convirtió en el único líder del Istiqlal importante para aliarse con ellos.

## La independencia de Marruecos
No regresa hasta 1956, cuando Marruecos ya ha recobrado la independencia. A su regreso asume la dirección del Istiqlal. El partido se halla atravesado entonces por un debate interno entre quienes piensan que debe exigirse la convocatoria de elecciones libres, la promulgación de una constitución y la acotación de los poderes del rey y quienes creen que es mejor mantener el statu quo por el momento. Allal al-Fasi, persona cercana al rey Mohammed V, forzará el arrinconamiento del sector crítico (también llamado izquierdista), haciendo ver a la militancia que en realidad este sector pretende el derrocamiento de la monarquía, acusación grave desde el punto de vista legal pero también desde el político, ya que fue el Istiqlal quien, en los años anteriores a la independencia, convirtió al entonces sultán Mohammed V en un símbolo nacional, logrando una identificación de los marroquíes con su monarca que no había tenido precedentes en toda la historia de la dinastía alauí. El sector crítico, capitaneado por Mehdi Ben Barka, Abd ar-Rahim Buabid, Mohammed Basri y otros, acabará llevándose a gran parte de la militancia joven a otra organización, la Unión Nacional de Fuerzas Populares, que será reprimida desde el momento de su fundación, en septiembre de 1959. Después de la ruptura del Istiqlal en 1958, el partido perdió su sensibilidad social.
En 1959 se convirtió en presidente del Istiqlal, después de que estos elementos más radicales liderados por los sindicatos se separaran. El 3 de junio de 1961, fue nombrado Ministro de Estado para Asuntos Islámicos, cargo que renunció el 5 de enero de 1963. Bajo la dirección de Allal, el departamento transformó a estar bien organizada. Como Ministro, Allal recibió personalidades marroquíes o extranjeras, dio instrucciones a sus colaboradores y escribió artículos y poemas. Fue bastante conocido por su poesía y fue muy disciplinado en el trabajo, no abandonada su lugar de trabajo hasta la una de la madrugada. Además, fue estricto con los funcionarios de su departamento, siempre visitaba las oficinas para controlar su presencia. Una vez que su director de gabinete había estado ausente algunos días, envió un telegrama a Mohamed Berrada pidiéndole que se uniera a su puesto con carácter de urgencia. Allal fue relativamente tolerante y permitió los funcionarios a tomar las vacaciones anuales. En diciembre de 1962, un pequeño comité de juristas bajo el referéndum popular preparó la Constitución. Istiqlal movilizó a toda la nación en favor de la Constitución, mientras U.N.F.P desafió el método de producción y animó a boicotear el referéndum constitucional. La Constitución fue aprobada en diciembre de 1962 y tras la aprobación, la vida nacional se caracterizó por los sobornos de la coz pública y el juicio de los marroquíes convertidos al bahaísmo. Allal, en acuerdo con los otros ministros, juzgó y condenó a todos los marroquíes que se habían convertido al Bahaísmo. Los juicios de los Bahaís en Marruecos tuvieron la intención de enseñar una lesión grave al orden público del país, especialmente para animar a los Judíos marroquíes a marcharse para Israel.
También brindó asistencia material a las asociaciones islámicas en todo el mundo y particularmente de África. Con la ayuda de Abdelkébir al-Fasi, imprimió un mapa de Marruecos dentro de sus fronteras históricas, incluyendo Mauritania y los territorios marroquíes ocupados por España y el Sáhara Occidental, aunque el gobierno prohibió esta mapa al público en 1963.
El 5 de enero de 1963, al-Fasi renunció a su puesto como Ministro de Estado para Asuntos Islámicos. El 5 de enero de 1963 fue elegido para el parlamento, que fue disuelto en 1965. En 1970, Hassan II hace un proyecto constitucional por el que, según al Fassi y la oposición, inaugura “un estado de excepción permanente”.
Abogaba por la islamización y arabización de los bereberes a través del sistema educativo en madrasas. Estaba muy cercano del rey Mohammed V al que utilizó como símbolo de unidad nacional. Después de la independencia, Allal ocupó diversos cargos públicos. Miembro de la Academia de la Lengua Árabe en Damasco y El Cairo, murió en Bucarest el 13 de mayo de 1974 mientras ejercía como jefe de una delegación del Istiqlal que iba a abordar el conflicto israelí-palestino, e iba a reunirse con Nicolae Ceauşescu.

## Allal el Fassi y el pensamiento islámico
El pensamiento islámico de Allal al-Fasi estaba muy influido por el salafismo. Siempre intentaba buscar soluciones que estuvieran conformes a los principios del Islam. Además trató de volver a las raíces pero también de explicarlo en un sentido moderno y práctico. Creyó que esta renovación era posible y vio como un peligro para el islam la adopción de ideologías extranjeras o la adopción de formas de actuar o de pensar según estas ideologías. Comparte este pensamiento con la salafiyya.
El Istiqlal dirigido por Allal reivindica una democracia sobre a base del sufragio universal y de un régimen parlamentario bajo la égida de una monarquía constitucional. Allal tenía bastante interés en los temas político-religioso, especialmente en atraer intelectuales y las masas marroquíes. Su objetivo era usar su autoridad para dar una educación nacionalista y política. Comunicaba sus ideas al pueblo a través de historias con ejemplos de sacrificio, fidelidad y sinceridad. Las enseñanzas del Islam demanda la acción continua hacia una dinámica de progreso y renovación social y cultural. Al-Fasi, como profesor en Qarawiyyin, mientras hacía un curso sobre la biografía de Profeta Muhammad, usaba un método de análisis y de exposiciones de los más modernos para intentar presentar los hechos y gestos del Profeta. Enseñó a auditores, burgueses, comerciantes y artesanos. Cuando terminó su curso en septiembre de 1933, honró al Profeta con una "quacida" (oda), llena de mensajes subliminales contra la política francesa. Para él, ser moral significaba hacer lo que fuera necesario para desarrollar su país y solo los musulmanes tenían las herramientas para la organización y la prosperidad de la sociedad humana.
Allal consideró necesario instaurar un pensamiento global para realizar el espíritu de solidaridad entre los miembros de la nación y sus clases sociales. Creía que la monarquía constitucional podía ser la base para establecer un califato islámico e intentó a sacar las ideas y las bases islámicas del poder en su trabajo.

## La autocrítica
Es una obra donde propone soluciones posibles a los diferentes problemas que se le presentan a un estado islámico. En este libro está trazada, en líneas generales, la doctrina socio-económica de su partido. Constituye una de las tentativas más magistrales de explicar la filosofía del pensamiento islámico en su orientación natural hacia el progreso con la finalidad de construir una nueva sociedad árabe.
Ataca los problemas de orden cultural, social o económico buscando una solución coherente para la ética fundamental de la sociedad árabe musulmana y para todos los pueblos del tercer mundo. En esta obra dice que “el marxismo no es otra cosa que una manera de aplicar la justicia y la fraternidad humana a través de dos pasos: 1) cada uno según su trabajo y 2) cada uno según su necesidad. Sin embargo, crítica del marxismo porque obedecen sólo a consideraciones humanitarias y humanistas aunque sin poner en dudad su viabilidad.

## Sus obras
- Allal Al-Fassi ha dejado muchos artículos, poemas, así como libros en diversos campos, a destacar como más importantes:
- Los movimientos de independencia en el norte de África árabe (1954).
- Protección en Marruecos desde el lado histórico y jurídico.
- Las políticas bereberes en Marruecos.
- Autocrítica
- Marruecos a partir de la Primera Guerra Mundial hasta la actualidad europea.
- La charla de Marruecos en el este.
- La creencia y la Yihad
- El método de la autonomía
- La intención de la ley islámica (Al-Shary'a) y su bondad.
- A la defensa de Al-Shary'a.
- La batalla de hoy y de mañana.
- Para no olvidar.
- Dos conferencias sobre los científicos musulmanes.
- El alto ejemplo de la veracidad y firmeza
- La labor de Al-Malek Emam y sus seguidores
- El estado actual del mundo islámico.
- El ser humano marroquí.
- El desierto robado de Marruecos.
- En defensa de la autenticidad.
- Los credos económicos.
- Una colección de trabajos de investigación en la literatura y la sociología.
- La filosofía de las necesidades humanas.
- La historia de la legislación islámica.
- Una investigación detallada sobre las distintas teorías filosóficas, en comparación con la libertad en el islam.
- Documentos sobre la historia de la resistencia marroquí.